# Албаба (деревня)
Албаба — деревня в Зеленодольском районе Республики Татарстан Российской Федерации. Входит в состав Нурлатского сельского поселения.

## География
Деревня расположена близ железнодорожной линии Ульяновск - Свияжск, в 28 километрах к юго-западу от города Зеленодольск. 

## Население
| 1782             | 1859 | 1897 | 1908 | 1920 | 1926 | 1938 | 1949 | 1958 | 1970 | 1979 | 1989 | 2000 |
| ---------------- | ---- | ---- | ---- | ---- | ---- | ---- | ---- | ---- | ---- | ---- | ---- | ---- |
| 49 душ муж. пола | 236  | 341  | 406  | 467  | 379  | 494  | 412  | 218  | 63   | 65   | 28   | 24   |